# Gotha T2-61
Gotha T2-61 — моторний двовісний трамвай для одностороннього руху, який виготовлявся у НДР на заводі VEB Waggonbau Gotha у 1961 році.
Як і вагони попередники Gotha T57 та Gotha T59, моторний вагон міг працювати в режимі поїзда із одним чи двома безмоторними причіпами Gotha B2-61 або безмоторними причіпами попередніх моделей.
Загалом було виготовлено 29 моторних вагонів цієї моделі і 50 причепів Gotha B2-61.
Електричне і механічне обладнання вагонів Gotha T2-61 було повністю тотожним встановленому на вагонах моделі Gotha T59. Зміни торкнулися в основному конструкції кузова трамвайного вагону та улаштування салону. Довжина кузова зросла із 10900 мм до 11620 мм. Було істотно збільшено площу кабіни водія, змінено розташування сидінь у салоні вагона. Було внесено також певні зміни у конструкцію вікон трамвайного вагону.

## Пасажирська експлуатація
Вагони моделі Gotha T2-61 постачалися до міст Східної Німеччини — Бранденбургу на Хафелі, Галле, Гери, Котбусу, Плауену та Ерфурта. На територію колишнього СРСР потрапило 2 поїзди цієї моделі трамваїв — вони експлуатувалися у Львові із номерами 432+532 і 433+533.
У містах Німеччини всі вагони цієї моделі виведені із пасажирської експлуатації до середини 1990-х років. У Львові вагони цієї моделі списані на початку 1980-х років.

## Службова експлуатація
Нині в службовій експлуатації знаходиться один трамвайний вагон Gotha T2-61. Він працює у місті Галле (Німеччина).